# Ван Кёлен, Хилле
Хиллебранд Ян (Хилле) ван Кёлен (нидерл. Hillebrand Jan "Hille" van Keulen; 18 ноября 1913, Амстердам — 3 апреля 1996, Хорн) — нидерландский футболист, игравший на позиции полузащитника, выступал за амстердамские команды «Аякс» и «Блау-Вит».

## Спортивная карьера
В возрасте двадцати одного года Хилле ван Кёлен дебютировал в составе футбольного клуба «Аякс». Его дебют состоялся 26 декабря 1934 года в кубком матче против «Фризии», завершившемся поражением «Аякса» со счётом 2:0. Хилле сыграл в полузащите вместе с Герардом Доном и Япом Филипсом.
В чемпионате Нидерландов он впервые сыграл 23 июня 1935 года, выйдя в стартовом составе в игре с «Велоситас». Проигрывая по ходу встречи 0:2, амстердамцы одержали волевую победу со счётом 4:2; один из голов был на счету ван Кёлена. Победа позволила «Аяксу» занять третье место в чемпионате.
В следующем сезоне Хилле продолжил выступать за резерв и периодически появлялся на поле в матчах за основную команду «Аякса». В декабре он во второй раз сыграл в кубке страны, когда амстердамцы на выезде в Гааге встречались с местным клубом ВУК. Первый тайм завершился со счётом 2:0 в пользу «Аякса», благодаря голам Яна Дистелбринка и Хенка Мюлдерса. После перерыва Холлеман отыграл один мяч, а за три минуты до конца Хендрикс сравнял счёт — 2:2. По жребию «Аякс» был принимающей стороной в Гааге, поэтому благодаря голам на выезде ВУК прошёл в следующий раунд.
В последний раз в составе «красно-белых» ван Кёлен выходил на поле 17 мая 1936 года, выйдя на замену в матче чемпионата с клубом НАК. В 1938 году Хилле перешёл в другую амстердамскую команду — «Блау-Вит».

## Личная жизнь
Хиллебранд Ян родился в ноябре 1913 года в Амстердаме. Отец — Ринк ван Кёлен, мать — Лоберта Сюзанна ван Гален.
Умер 3 апреля 1996 года в возрасте 82 лет в городе Хорн. Церемония кремации состоялась 10 апреля в крематории Де Ньиве Остер в Амстердаме.